# Gunnar Thorson
Gunnar Axel Wright Thorson (31. december 1906 – 25 januar 1971) var en dansk havbiolog og økolog, der studerede ved Københavns Universitet under bl.a. professorerne C.G. Johannes Petersen, August Krogh, Theodor Mortensen, Ragnar Spärck og Carl Wesenberg-Lund. I 1957 blev Thorson selv udnævnt til professor i havbiologi ved Københavns Universitet.
Thorson studerede planktonagtige larver fra bentiske marine hvirvelløse dyr. Han opstillede den ide, at den bentiske zone i troperne tenderer til produktion af et stort antal æg, der udvikles i den pelagiske zone og hvor larverne spredes vidt omkring, hvorimod der ved større breddegrader produceres færre men større æg og større afkom. Denne ide blev senere omtalt som Thorsons regel.
Thorson deltog i Treårsekspeditionen til Østgrønland 1931-34 ledet af Lauge Koch. Han grundlagde Marinbiologisk Laboratorium under Københavns Universitet og var professor der fra 1958-1968.
Søværnets miljøskib A560 Gunnar Thorson er opkaldt efter ham.

## References
1. ↑  Thorson, G. (1946). "Reproduction and larval development of Danish marine bottom invertebrates; with special reference to the planktonic larvae in the Sound (Øresund)". Meddelelser Fra Kommissionen for Danmarks Fiskeri- og Havundersøgelser. Serie Plankton. 4 (1): 1-523.
2. ↑  Thorson, G. (1950). "Reproductive and larval ecology of marine bottom invertebrates". Biological Reviews. 25 (1): 1-45. doi:10.1111/j.1469-185X.1950.tb00585.x. PMID 24537188. (Webside ikke længere tilgængelig)
3. ↑  Thorson, G. (1957). "Bottom communities (sublittoral or shallow shelf)".  I Hedgpeth, Joel W.; Ladd, Harry S. (red.). Treatise on Marine Ecology and Palaeoecology. Memoirs / Geological Society of America. Vol. 67. Baltimore: Waverly Press. s. 461-534.
4. ↑  Mileikovsky, S.A. (1971). "Types of larval development in marine bottom invertebrates, their distribution and ecological significance: a reevaluation". Marine Biology. 19 (3): 193-213. doi:10.1007/BF00352809.
5. ↑  "GUNNAR THOROSN in memoriam. 31. Dezember 1906—25. Januar 1971". Internationale Revue der gesamten Hydrobiologie und Hydrographie. 58 (1): 145-146. 1973. doi:10.1002/iroh.19730580110.

## Eksterne links
- Københavns Havbiologiske Laboratoriums historie – med et billede af Gunnar Thorsen hentet fra Wayback Machine 12. december 2020.